# わをん
わをんは、よしもとクリエイティブ・エージェンシー東海支社）に所属していたお笑いコンビ。

## 略歴
共に名古屋吉本の21期生。結成及び初舞台は2005年6月。結成まではお互いピン芸人として1ヶ月ほど活動していた。コントを中心に活動していた。
キングオブコント2009、3回戦進出。
2011年に解散。

## メンバー
倉本 カズキ（くらもと かずき、1982年7月11日 -）兵庫県伊丹市出身、主にボケ担当。
- 身長166cm、体重47kg。A型。
- 大阪芸術大学卒業。
- 脚本、演出は彼が手がけている。
- 一歳下の弟がいる。
- 愛称は「クランチ」。
- 趣味はパンク研究。UK・EURO77～82PUNK、power popに詳しい。レコード店に勤めていた経験もある。
- 甲子園球場の売り子やアドバルーンの見張りの仕事をしていたことがある。
- 漫画が好きで、水木しげる・白土三平・つげ義春・丸尾末広・蛭子能収・根本敬・本秀康・林静一などガロ系の漫画を好んで読む。
- 解散後は引退と発表されていたが、2012年に安田孟とのコンビ「俺たちに明日はない」を結成、2016年に解散する。その後は上京しフリーで活動。

小林 周平（こばやし しゅうへい、1987年3月29日 -）愛知県一宮市出身、主にツッコミ担当。
- 身長179cm、体重65kg。B型。
- 学生時代は典型的な野球少年だった。ポジションは投手。舞台ではスライダーを投げられる芸人とよくいじられる。
- 解散後は元くいなの丸山陽介とのコンビ「ミスリップカンパニー」を結成、2019年に解散。ピン芸人として名古屋吉本で活動。

## 単独ライブ
2009年7月10日-　『屋上の落伍者』（池下theater MOON）
2009年10月11日-　『HOME LIFE』（池下theater MOON）